# Garth Brooks
Troyal Garth Brooks (født 7. februar 1962 i Tulsa, Oklahoma, USA) er en amerikansk countrysanger. Han fik sit gennembrud i Nashville i 1989, og har siden udgivet en række succesfulde album i 1990'erne og solgt over 100 millioner plader.
Brooks regnes blandt de største countrystjerner gennem tiderne. Han har en stjerne på Hollywood Walk of Fame.
Brooks er gift med countrysangeren Trisha Yearwood og har tre døtre fra et tidligere ægteskab.

## "Chris Gaines"
Chris Gaines er en fiktiv rocksanger som Garth Brooks skabte som sit alter ego. Gaines blev skabt af Brooks som hovedperson i dennes thrillerfilm The Lamb. Filmen, som blev produceret af Brooks' produktionsfirma Red Strokes Entertainment og Paramount Pictures, skulle omhandle det følelsesmæssigt svære  liv Gaines havde, som berømt musiker. I et forsøg på at skabe en figur med dybde, påtog Brooks sin Gaines' identitet på albummet Garth Brooks In ... The Life of Chris Gaines. Albummet blev udgivet i oktober 1999 og skulle fungere som 'præ-soundtrack' til filmen. Gaines medvirkede også i en fiktiv dokumentar til VH1-serien Behind The Music og som musikalsk gæst i en episode af Saturday Night Live, som han selv var vært for – som Garth Brooks.
Anmeldere roste Brooks for at demonstrere sine evner som musiker og skuespiller, men mange fans havde dog svært ved at se Garth Brooks som andet end en pop-countrysanger. Mange fans var også bange for at hvis de støttede "Gaines-projektet", ville de risikere at miste den rigtige Garth Brooks. Albumsalget var ikke usædvanligt stort og selvom albummet blev nummer 2 på pophitlisten, havde forventningerne været større, og forhandlere begyndte at skrue priserne voldsomt ned for at få solgt deres enorme overskud af eksemplarer.
På grund af albumsalget og mangel på interesse for filmen, stoppede filmproduktionen på ubestemt tid i februar 2001 og Gaines forsvandt hurtigt igen.

## Diskografi
- 1989 Garth Brooks
- 1990 No Fences
- 1991 Ropin' The Wind
- 1992 The Chase
- 1993 In Pieces
- 1995 Fresh Horses
- 1997 Sevens
- 2001 Scarecrow
- 2005 The Lost Sessions